# Holmpton
Holmpton – wieś w Anglii, w hrabstwie East Riding of Yorkshire. Leży 28 km na wschód od miasta Hull i 243 km na północ od Londynu. W 2001 miejscowość liczyła 193 mieszkańców.